# Christoph Wahler
Christoph Wahler (21 de enero de 1994) es un jinete alemán que compite en la modalidad de concurso completo.
Ganó una medalla de oro en el Campeonato Mundial de Concurso Completo de 2022 y una medalla de plata en el Campeonato Europeo de Concurso Completo de 2023, ambas en la prueba por equipos.

## Palmarés internacional
| Campeonato Mundial | Campeonato Mundial          | Campeonato Mundial | Campeonato Mundial |
| Año                | Lugar                       | Medalla            | Categoría          |
| ------------------ | --------------------------- | ------------------ | ------------------ |
| 2022               | Pratoni del Vivaro (Italia) | Medalla de oro     | Por equipos        |
| Campeonato Europeo |                             |                    |                    |
| Año                | Lugar                       | Medalla            | Categoría          |
| 2023               | Le Pin-au-Haras (Francia)   | Medalla de plata   | Por equipos        |